# 皮利什桑托
皮利什桑托，是匈牙利佩斯州所辖的一个村。总面积15.96平方公里，总人口2456，人口密度153.9人/平方公里（2011年1月1日）。